# Беккер, Давид Юльевич
Дави́д Ю́льевич Бе́ккер (24 января 1940, Одесса — 4 марта 2022, Одесса) — советский и украинский живописец, график. Работал в области станковой графики в техниках линогравюры, литографии, офорта. Автор более 1000 экслибрисов. Член Национального союза художников Украины, Международного конгресса графиков, клуба экслибристов Голландии, Германского общества экслибриса и живописи.

## Биография
Давид Беккер родился 24 января 1940 в Одессе.
В 1960 году окончил Одесское художественное училище имени М. Б. Грекова, в 1966 году Харьковский художественно-промышленный институт. Учители по специальности — Л. Чернов, А. Хмельницкий.
С 1966 года — начало активной творческой деятельности в живописи и графике (линогравюра, литография, офорт).
В 1967 — 1973 годах преподавал в Одесском государственном педагогическом институте имени К. Д. Ушинского.
В 1968 году Давид Беккер создает свой первый экслибрис в технике линогравюры. В период 1968—2006 художник выполнил 884 экслибриса, большое количество иллюстраций книг, станковой графики.
В 1970—1980 годах осваивает техники сухой иглы и меццо-тинто.
С 1970 года — член Союза художников СССР, с 1991 — член Национального союза художников Украины.
Давид Беккер являлся действительным членом Международного конгресса графиков, клуба экслибрисистов Голландии, а также Германского общества экслибриса и живописи.
Жил и работал в Одессе.

## Творчество
Давид Беккер работал в области станковой графики в техниках линогравюры, литографии, офорта, сухой иглы и меццо-тинто. Работы художника охватывают широкий диапазон тем, таких как библейские сюжеты, античный мир, архитектурные стили, образы выдающихся людей, литературные герои, ню.

## Выставка
Давид Беккер принял участие в 68 выставках в Украине и в 54 — в зарубежных странах. Состоялись более 50 персональных выставок: 8 в Одессе, 5 в России, 7 в Германии, 9 в Польше, 3 в Нидерландах, 5 в Японии, по 2 в Люксембурге и Чехии и других странах.

## Коллекции
Работы хранятся в музеях и галереях Херсона, Запорожья, Новой Каховки, Одессы, музеях им. А. С. Пушкина в Москве и Санкт-Петербурге, Музее книги в Нидерландах и др.

## Премии и награды
Лауреат и призёр многих международных конкурсов, всего — двенадцать наград. Наиболее известные:
- 1986 — Второй и третий приз в Польше
- 1987 — 1-я премия им. А. Дюрера, Нюрнберг, Германия
- 1990 — премия в г. Кронах, Германия
- 1996 — «Reynaert de Vos» — 1-я премия в г. Синт-Никлас, Бельгия
- 1998 — «Медаль Адама Мицкевича» в г. Острув-Велькопольски, Польша
- 1998 — Номинация «St. George», Италия
- 1998 — Третий приз на выставке «Maus Ketti», Люксембург
- 1999 — Второй приз на «VIII Biennale of small forms», Польша
- 2001 — «Grand prix» в Японии за лучший экслибрис 2000 года